# Sóstenes de Macedonia
Sóstenes de Macedonia (griego Σωσθένης muerto en 277 a. C.) fue un rey y general de Macedonia de la Dinastía Antipátrida. Reinó durante 279 - 277 a. C. Durante el reinado de Lisímaco de Tracia, él fue su gobernador en Anatolia. En 279 a. C. depuso a Antípatro Etesias, quien era rey de Macedonia. Sóstenes era extremadamente popular porque derrotó a los Celtas en una muy sangrienta batalla junto a Delfos. Murió dos años después de su coronación. Fue reemplazado por Antígono II Gónatas.